# Coccothrinax elegans
Coccothrinax elegans là loài thực vật có hoa thuộc họ Arecaceae. Loài này được O.Muñiz & Borhidi mô tả khoa học đầu tiên năm 1981.